# Ильина, Вера Сергеевна
Ве́ра Серге́евна Ильина́ (20 февраля 1974, Москва, СССР) — советская и российская прыгунья в воду, олимпийская чемпионка, призёр чемпионатов мира и Европы. Заслуженный мастер спорта России.

## Спортивная биография
В основной сборной России Ильина начала выступления с 1988 года. Тренером Веры Ильиной был Владимир Рулев.
На Олимпийские игры 2000 Вера Ильина в паре с Юлией Пахалиной ехали, как главные претендентки на победу в соревнованиях на синхронном трамплине. В финале соревнований российская пара подтвердила выданные авансы. Отрыв от второго места составил 11 баллов.
Между двумя Олимпийскими играми пара Ильина-Пахалина завоевали серебро на чемпионате мира в Барселоне.
На Олимпийских играх 2004 года Ильина с Пахалиной до последнего претендовали на повторение успеха четырёхлетней давности, но китаянки прекрасно исполнили свою программу из пяти прыжков, опередив нашу пару на 6 баллов.
Вера Ильина участница четырёх Олимпийских игр. На всех играх Вера участвовала в финальных прыжках в соревнованиях на трёхметровом трамплине, но ни разу не удалось подняться выше 4 места.
После окончания игр Вера Ильина приняла решение завершить свою спортивную карьеру.

## Личная жизнь
Выпускница Техасского университета.